# Schleusegrund
Schleusegrund település Németországban, azon belül Türingiában. Lakosainak száma 2605 fő (2023. december 31.). Schleusegrund Altenfeld, Masserberg, Auengrund, Nahetal-Waldau, Frauenwald és Neustadt am Rennsteig községekkel határos.

## Népesség
A település népességének változása:
| Lakosok száma | 2770 | 2766 | 2628 | 2619 | 2605 |
|               | 2017 | 2019 | 2021 | 2022 | 2023 |